# Daniel Humair
Daniel Humair (født 23. maj 1938 i Geneve, Schweitz) er en schweizisk jazztrommeslager og kunstmaler.
Han blev professionel som 17 årig, og turnerede rundt i Schweitz, Tyskland, Belgien og Sverige, indtil han i 1959 bosatte sig i Frankrig.
Han har spillet med Gerry Mulligan, Martial Solal, Eric Dolphy, David Friedman, Herbie Mann , Dizzy Gillespie, Miroslav Vitous, Joe Henderson, Dexter Gordon, Steve Grossman, Joachim Kühn, Harvie Schwartz, The Swingle Singers, Benjamin Koppel og mange flere.
Han vandt Down Beat-prisen "For Talent Deserving Of Wider Recognition " i 1969. Humair spiller en meget abstrakt form for trommespil, hvor nuancering, farve og improvisation har stor betydning. Han er også kunstmaler og kalder sin egen stil for "Figurativ Abstrakt" på dette felt. Han har spillet meget i freejazzens stil, men mestrer hele jazzens spektrum. Han er stadig anset for én af Europas fornemste jazztrommeslagere.

## Diskografi
- Daniel Humair – Conection (1960)
- Daniel Humair – Hum (1960)
- Martial Solal – Dermaplastic (1960)
- George Gruntz – From Sticksland with Love (1967)
- Daniel Humair – Morning (1972)
- Henri Texier – Texter (1979)
- David Friedman – Triple Hip Trip (1979)
- Michel portal – Pastor (1986)
- Joachim Kühn – Easy to Read (1986)
- Daniel Humair – Surounded (1987)
- Joachim Kühn – From Time To Time (1988)
- Joachim Kühn – usual confusion (1993)
- Joachim Kühn – L ´Opera de Quat´sous
- Daniel Humair/Benjamin Koppel/Palle Danielsson – Paris Abstractions (2005)
- Daniel Humair/Benjamin Koppel/Cedric Piromalli/Gheorgyi Kornazov/Thommy Andersson – European Jazz Factory (2008)

## Eksterne kilder og henvisninger
- Website (på fransk)
- Biografi mm